# Wintergrün
Wintergrün (Pyrola) ist eine Pflanzengattung in der Familie der Heidekrautgewächse (Ericaceae). Früher wurden sie als eigene Familie Wintergrüngewächse (Pyrolaceae) behandelt, bei der Angiosperm Phylogeny Group werden sie zu der Unterfamilie Monotropoideae gerechnet. Die etwa 30 Arten sind auf der Nordhalbkugel verbreitet.
Nach der Eigenschaft, im Winter die Blätter zu behalten, wird diese Gattung Wintergrün genannt. Wintergrün (Pyrola), genannt auch Birnkraut (lateinisch früher auch Pirola), ist nicht zu verwechseln mit dem Wintergrünstrauch (Gaultheria procumbens).

## Beschreibung

### Vegetative Merkmale
Wintergrüngewächse sind wintergrüne, kleinwüchsige, ausdauernde krautige Pflanzen. Die Laubblätter sind in Rosetten angeordnet. Die Blätter sind derb und wintergrün.

### Generative Merkmale
Die zwittrigen Blüten sind radiärsymmetrisch oder glockig gewölbt und vier- oder fünfzählig. Sie besitzen acht bis zehn Staubblätter. Der Fruchtknoten ist oberständig. Es werden Kapselfrüchte gebildet.

## Ökologie und Phänologie
Es kommt zur vegetativen Vermehrung durch Ausläufer. Wintergrün-Arten sind mixotrophisch, also eine Kombination von Mykoheterotrophie und Photosynthese. Sowohl für die Keimlingsentwicklung als auch für die Nährstoffversorgung spielen Wurzelpilze (Mykorrhiza) eine entscheidende Rolle.
Wie alle Heidekrautartigen produzieren auch die Pyrola-Arten ihren Pollen in Antheren, die sich an apikalen Poren öffnen. Der Pollen selbst wird in Tetraden gebildet und ist klebrig, da er durch Insekten, vor allem Fliegen, verbreitet werden soll. Die Blüten werden im Sommer gebildet und die zahlreichen kleinen Samen im Herbst aus den unscheinbaren Kapselfrüchten entlassen.

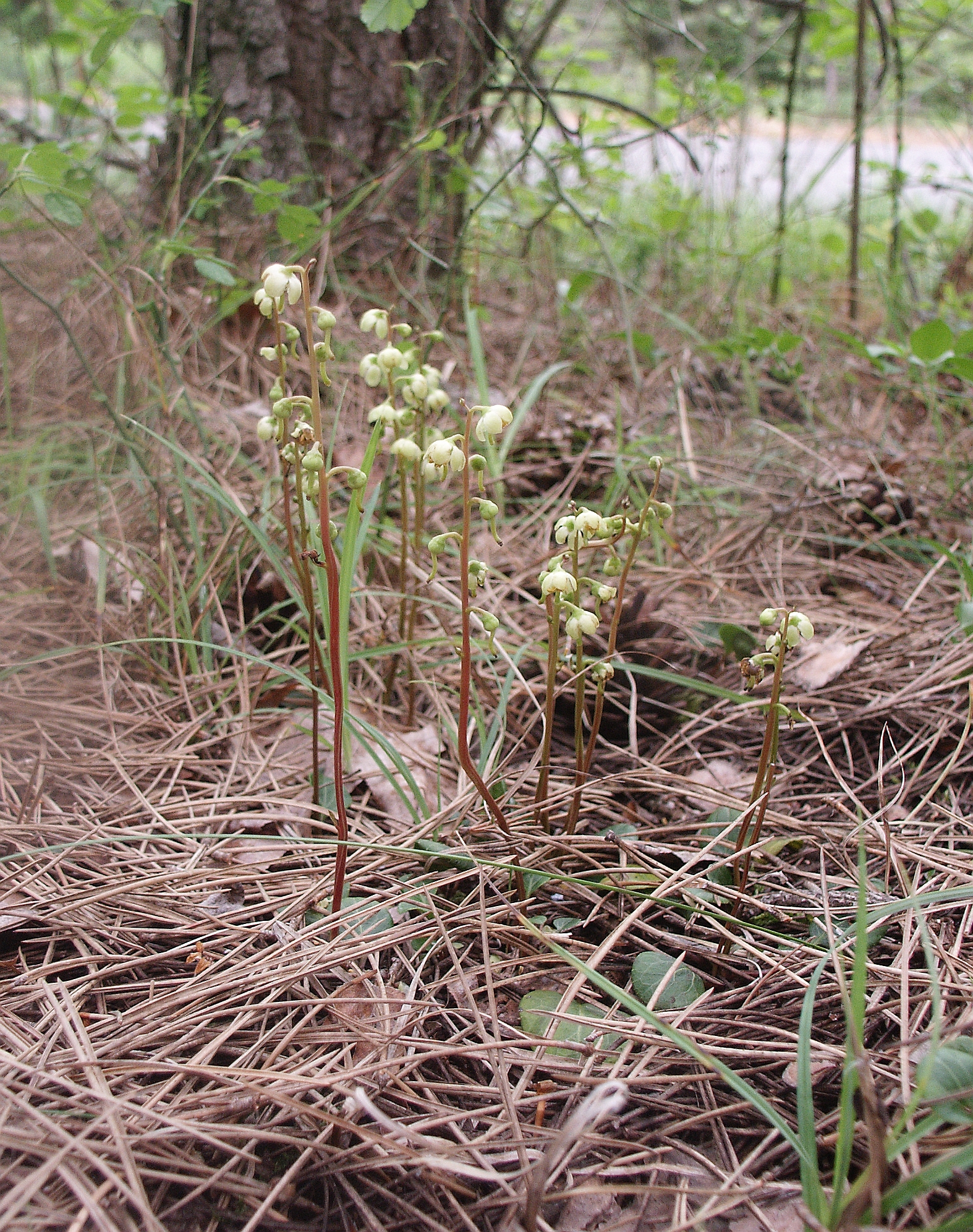
Grünblütiges Wintergrün (Pyrola chlorantha)

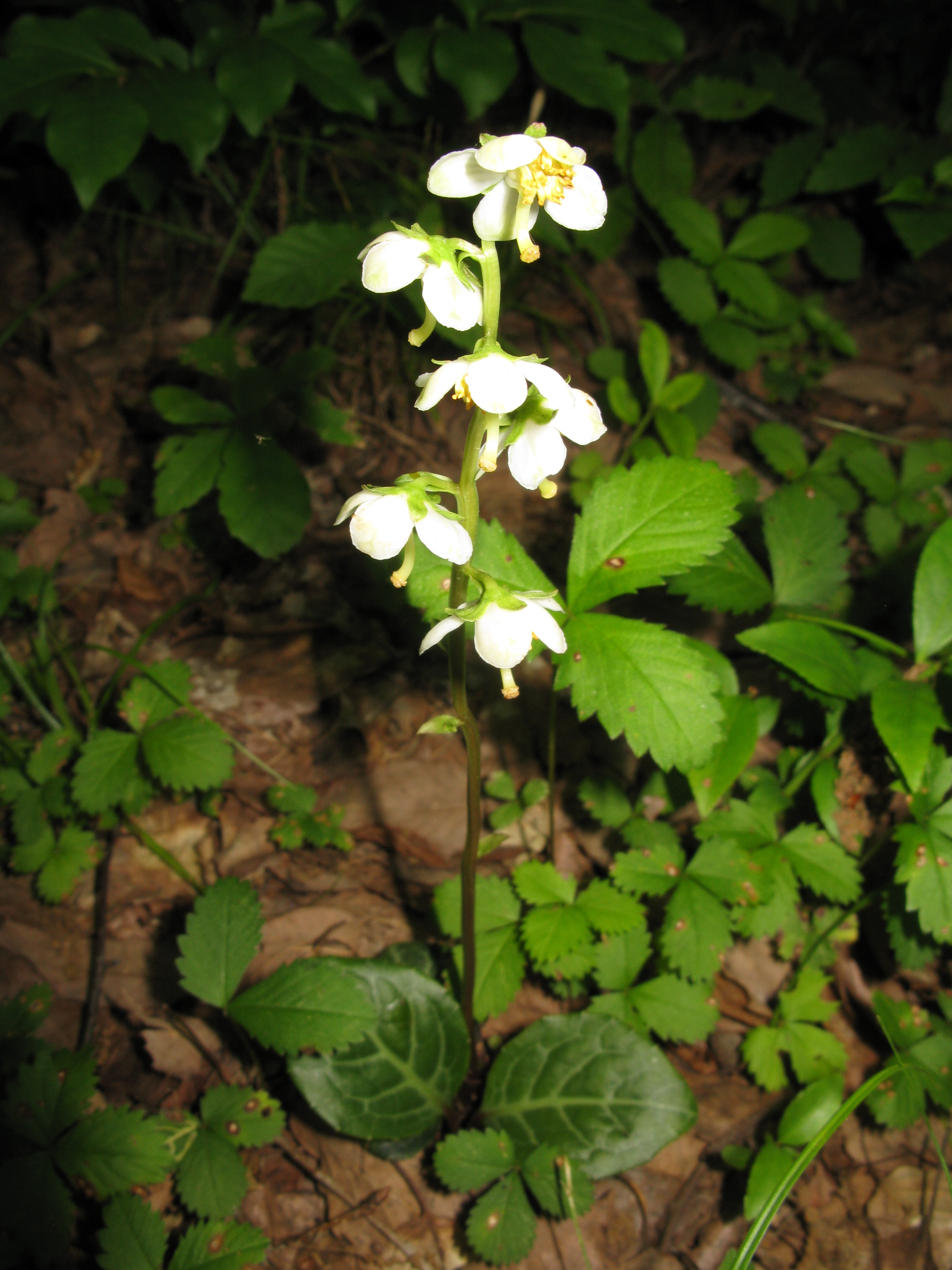
Pyrola japonica

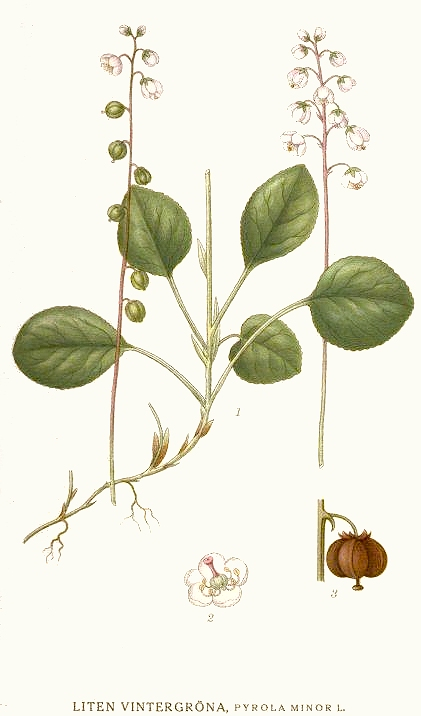
Illustration des Kleinen Wintergrün (Pyrola minor)

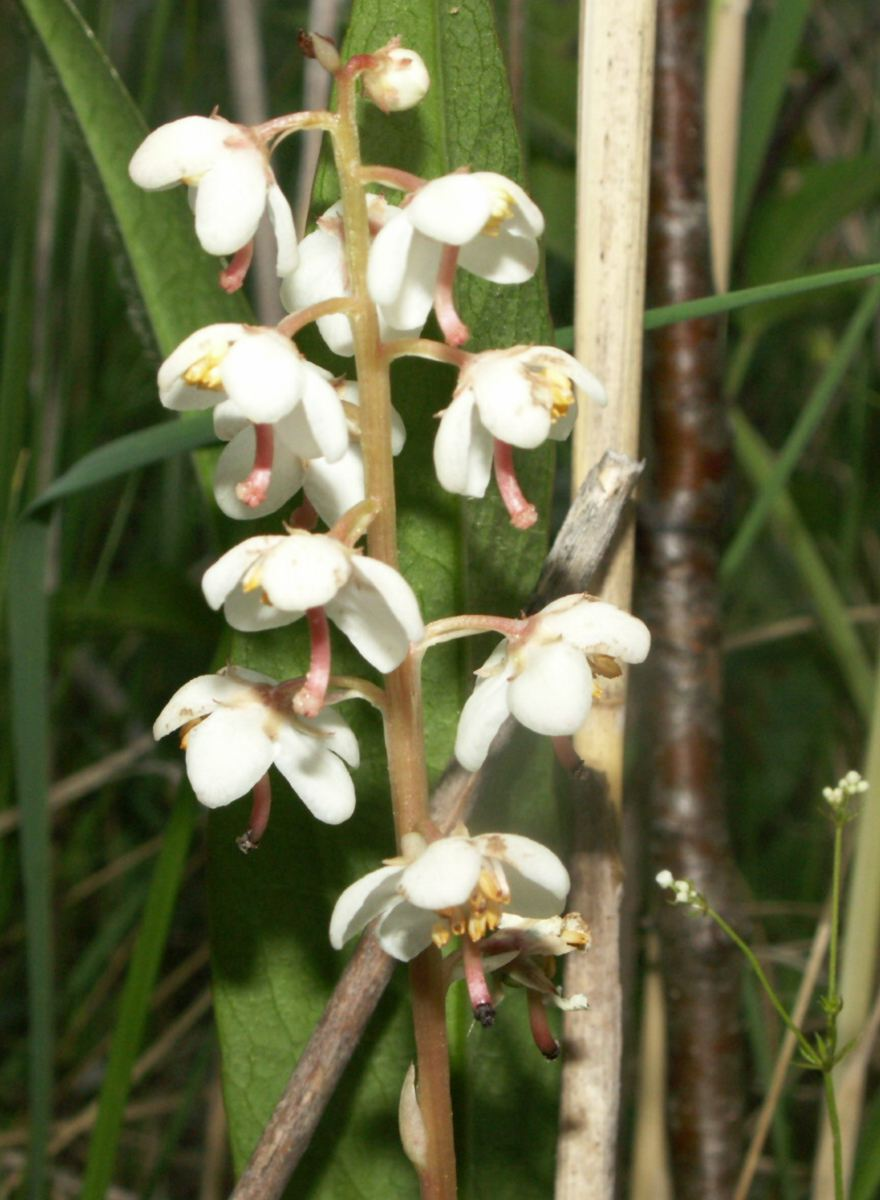
Rundblättriges Wintergrün (Pyrola rotundifolia)

## Standorte
Wintergrün-Arten bevorzugen schattige, frische bis feuchte, nährstoffarme, aber eher basenreiche, humose Standorte wie Waldböden (in ärmeren Nadel- und Mischwäldern), Birkenmoore oder Dünensenken. Ihre Verbreitung kann lokal sehr beschränkt sein. In den Vorkommen wachsen sie dann aber oft „gesellig“, weil klonal über Erdsprosse sich vegetativ ausbreitend, besonders in den nördlichen Gebieten.

## Systematik und Verbreitung
Die Gattung Pyrola wurde durch Carl von Linné aufgestellt.
Die Gattung Pyrola gehört zur Tribus Pyroleae in der Unterfamilie Wintergrün- und Fichtenspargelgewächse (Monotropoideae) innerhalb der Familie der Heidekrautgewächse (Ericaceae).
Die Gattung Pyrola ist in den kühl-gemäßigten und den subarktischen Regionen der Nordhalbkugel in Eurasien und Nordamerika verbreitet.
In der Gattung Pyrola gibt es etwa 30 Arten (Auswahl):
- Pyrola americana Sweet[1]: Sie kommt im zentralen und östlichen Nordamerika vor.[2][3]
- Pyrola angustifolia (Alef.) Hemsl.:[1] Sie kommt von Mexiko bis Guatemala vor.[3]
- Pyrola aphylla Sm.: Sie kommt im westlichen Nordamerika vom kanadischen British Columbia, über die US-Bundesstaaten Washington, Oregon, Idaho, Montana bis Kalifornien und bis zum mexikanischen Baja California Norte vor.[3][1]
- Pyrola asarifolia Michx. (Syn.: Pyrola incarnata (DC.) Fisch. ex Kom.[3]): Sie kommt in Asien und Nordamerika vor.[2]
- Pyrola atropurpurea Franch.: Sie kommt im westlichen und im zentralen China vor.[3][1]
- Pyrola calliantha Andres: Sie kommt vom östlichen Himalaja bis China vor.[3][1]
- Grünblütiges Wintergrün (Pyrola chlorantha Sw.)[1]: Es ist in Eurasien und Nordamerika weitverbreitet.[2]
- Pyrola dentata Sm.: Sie kommt vom westlichen Kanada bis Baja California Norte vor.[3][1]
- Pyrola elegantula Andres: Sie kommt in Guangdong und Fujian vor.[3][1]
- Pyrola elliptica Nutt.[1]: Sie kommt in Nordamerika vor.[2]
- Pyrola faurieana Andres[1]: Sie wird auch als Unterart Pyrola minor subsp. faurieana (Andres) Vorosch. ex A.P.Khokhr. zu Pyrola minor gestellt.[3]
- Pyrola forrestiana Andres: Sie kommt in China vor.[1]
- Pyrola grandiflora Radius[1]: Sie kommt in Europa (Island, Russland), Asien, Nordamerika und Grönland vor.[2]
- Pyrola japonica Klenze ex Alef.: Sie kommt in Russlands Fernem Osten, Korea, China, Taiwan und Japan vor.[3][1]
- Mittleres Wintergrün (Pyrola media Sw.): Es kommt in Eurasien verbreitet.[2]
- Kleines Wintergrün (Pyrola minor L.)[1]: Es ist in Eurasien und Nordamerika weitverbreitet.[2]
- Pyrola morrisonensis Hayata: Sie kommt in Taiwan vor.[3][1]
- Pyrola norvegica Knaben: Sie kommt in Norwegen, Schweden, Finnland und Russland vor.[4]
- Pyrola picta Sm.[1]: Sie kommt in Nordamerika vor.[2]
- Pyrola renifolia Maxim.: Sie kommt vom fernöstlichen Russland bis zum nördlichen China und nördlichen Korea und außerdem in Japan vor.[3]
- Rundblättriges Wintergrün (Pyrola rotundifolia L.)[1]: Sie kommt in Eurasien und Grönland vor.[2]
- Pyrola rugosa Andres: Sie kommt im zentralen China vor.[3]
- Pyrola tschanbaischanica Y.L.Chou & Y.L.Chang: Dieser Endemit kommt nur im südlichen Jilin vor.[3]

Folgende Arten wurden früher der Gattung Pyrola zugeordnet:
- Pyrola umbellata L. → Dolden-Winterlieb (Chimaphila umbellata (L.) W.P.C.Barton)[5]
- Pyrola uniflora L. → Moosauge (Moneses uniflora (L.) A.Gray)[5]
- Pyrola secunda L. → Birngrün (Orthilia secunda (L.) House)[5]

## Verwendung
Als „Wintergrün“ (bzw. in der älteren und pharmakobotanischen Literatur lateinisch Pyrola, im Mittelalter auch Pirola) kommen in der Pflanzenheilkunde Mitteleuropas insbesondere Pyrola rotundifolia und daneben auch Pyrola minor, seltener wohl andere Arten, in Betracht.
Die Pyrola-Arten und ihre Verwandten enthalten das (giftige) Glycosid Arbutin, das abgebaut wird und im Harn das desinfizierende Hydrochinon bildet. Aus diesem Grund werden sie in der Volksmedizin zur Behandlung von Blasenleiden eingesetzt.
Geschmacksgebende Zutat im amerikanischen Root Beer ist allerdings der nicht zu verwechselnde Wintergrünstrauch (Gaultheria procumbens).